# Aphelaria brunneola
Aphelaria brunneola är en svampart som först beskrevs av Berk. & M.A. Curtis, och fick sitt nu gällande namn av Corner 1950. Aphelaria brunneola ingår i släktet Aphelaria och familjen Aphelariaceae.   Inga underarter finns listade i Catalogue of Life.